# Христофоров, Георгий Николаевич
Георгий Николаевич Христофоров (1833—1902) — российский купец 1-й гильдии, винодел, виноторговец и меценат. Основатель крупнейшего в Российской империи рубежа веков винодельческого и виноторгового предприятия, которое называлось «Товарищество Г. Н. Христофорова и компания» (с определенного момента «Товарищество виноторговли»). Русское виноградное вино Христофорова обладало хорошим качеством и продавалось в больших количествах. Также он завозил иностранные вина из-за границы.

## Биография
Родился Георгий Христофоров семье купца греческого происхождения в Крыму. Винным делом он начал заниматься еще в юности, так как был владельцем виноградников. Большое внимание он уделял купеческой чести.
Именно Христофоров раньше всех создал в Крыму винный завод туннельного типа, хотя обычно первенство в этом вопросе приписывают Л. С. Голицыну с его знаменитой «Массандрой». Во время Крымской войны Христофоров выкупил у Военного ведомства империи его пороховые склады в Симферополе, в которых было слишком сыро для пороха, но которые, при этом, подходили для целей винодела. Они представляли из себя глубокие штольни, проложенные в толще известняка. В 1891 году поблизости от этих погребов построили производственные мощности и доходный дом, где находились главная контора и заезжий двор Товарищества. Виноматериалы закупались на Южном берегу Крыма.

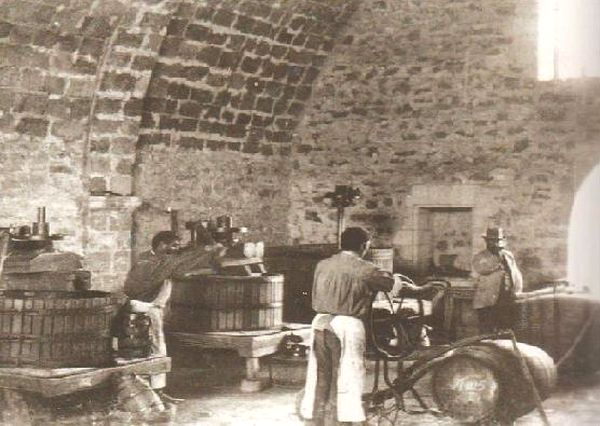
Винный завод Христофорова. XIX век

Производилось около сотни наименований вина, от кагора до лафита, мускат, бордо, шабли и т. д. Стараниями Христофорова в Российской империи, активно импортировавшей пользовавшийся значительным спросом зарубежный херес, появился, наконец, собственный. На его этикетке красовались двенадцать медалей выставок и знак парижского Гран-При (дважды полученные христофоровским хересом в 1904 и 1905 годах, уже после смерти первого владельца предприятия). Христофоровские вина рекламировались в прессе как имеющие изысканный вкус и полезные для здоровья.
В конце XIX века вино в Крыму производили уже несколько крупных фирм (предпринимателей Губонина (Гурзуф), Токмакова и Молоткова (Алушта), Таюрского (Кастель)), но предприятие Христофорова оставалось основным игроком. Его коммерческий оборот измерялся сотнями тысяч золотых рублей. Реализовывалось вино через сеть собственных магазинов Товарищества в Москве, Санкт-Петербурге, Киеве, Одессе, Ростове-на-Дону, Симферополе и Екатеринбурге.
Г. Н. Христофоров был гласным Симферопольской городской думы и почётным гражданином города.
В 1885 купец перенёс свою деловую активность в Москву. В 1898 он основал Товарищество с капиталом в 500 000 рублей, устав которого был рассмотрен и одобрен самим самодержцем. Император несколько раз награждал Георгия Николаевича за труды успехи в развитии виноделия.
2 июня 1902 года за меценатство Христофорову по ходатайству местной общественности Николаем II было пожаловано дворянство. Однако он не узнал об этом, так как в тот же день скончался.

### Семья
Имел трёх сыновей, Глеба, Георгия и Ксенофонта, которые продолжили развивать дело отца после его смерти и смогли удвоить капитал предприятия. После занятия Крыма красными Реввоенсовет распорядился их расстрелять. Также были уничтожены и бочки с вином. В 1921 году предприятие было национализировано.
Внучка — Нина Глебовна Запорожец (ей было 85 лет в 1995 году, когда она посещала Крым). Часть родственников жила в эмиграции.

## Благотворительная деятельность
В 1880 году Христофоров на свои деньги построил церковь при казенной гимназии в Симферополе. Он же оплатил возведение первого каменного моста через реку Салгир, поддерживал городскую больницу и женскую гимназию. Имел он и многочисленные другие гражданские заслуги.